# Constitution de l'Algérie
L'Algérie a connu plusieurs constitutions depuis son indépendance :
- la constitution de septembre 1963, suspendue en juin 1965 ;
- la constitution de novembre 1976, révisée en 1979, 1980 et 1988, articulée à la charte nationale du 5 juillet 1976, texte à valeur supra-constitutionnelle ;
- la constitution de février 1989 ;
- la constitution de décembre 1996, révisée en 2002, 2008, 2016[1] et 2020[2].

Avant l'édification de l'État algérien moderne, eut été élaboré en 1748, un « pacte fondamental » sous le règne deylical de Mohamed Ibn Bekir.